# 小山鞆絵
小山 鞆絵（おやま ともえ、1884年（明治17年）10月14日 - 1976年（昭和51年）12月3日）は、大正・昭和時代の哲学者。ヘーゲル哲学の研究者。東北大学名誉教授。

## 経歴

### 出生から学生時代
1884年（明治17年）10月14日、埼玉県北足立郡鴻巣宿で生まれた。東京帝国大学文科大学哲学科で、ドイツ哲学を中心とした西洋哲学をラファエル・フォン・ケーベルについて学んだ。同期生には、安倍能成、伊藤吉之助、宮本和吉らがいた。1909年（明治42年）、同大学を卒業。

### 卒業後
卒業後は、海軍大学校、慶應大学、東北帝国大学理学部などで講師を務めた。1915年（大正4年）3月5日、板垣退助伯爵の五女、良子と結婚。1921年（大正10年）、ヨーロッパへ留学。1923年（大正12年）に日本へ帰国し、東北帝国大学に法文学部文科が新設されると、文科の初代の教授陣の一人となった。大学では哲学第三講座を担当し、西洋近世哲学史を講義すると同時に、ヘーゲル研究に基づく独自の弁証法哲学を展開した。1946年（昭和21年）、東北帝国大学を退官し、名誉教授となった。1950年4月、学位論文『弁証法に関する考察』を東北大学に提出して文学博士号を取得。1976年（昭和51年）12月3日に死去した。享年93。

## 研究内容・業績
- 専門は西洋哲学で、ヘーゲル研究に基づく独自の弁証法哲学を展開した。
- 新ヘーゲル主義

## 家族・親族

### 家系
小山家は、平安時代に武蔵国に本領を有した藤原北家藤原秀郷の後裔。1150年（久安6年）頃、太田政光が初めて下野国都賀郡小山荘を本貫として小山氏を称した。
- 妻：小山良子は板垣退助の五女[3]。
- 三男：小山朝光[3]は小山海運社長。

## 著作

### 単著
- 『新ヘーゲル主義』岩波書店、1933年。
- 『自覚と弁証法』岩波書店、1949年。

### 論文
- 「ベルグソンの「時間と自由意志」」『哲学雑誌』1911・11‐1912・1所収
- 「哲学と哲学史(Philosophy and History)」『駒澤大學學報』第12巻第2号、1953年3月、63–81頁。
- 「「愛知」に就て」『駒澤大學文学部研究紀要』第21巻、1962年10月、5–20頁。